# Tachyerges stigma
Tachyerges stigma är en skalbaggsart som först beskrevs av Ernst Friedrich Germar 1821.  Tachyerges stigma ingår i släktet Tachyerges, och familjen vivlar. Arten är reproducerande i Sverige.

## Bildgalleri

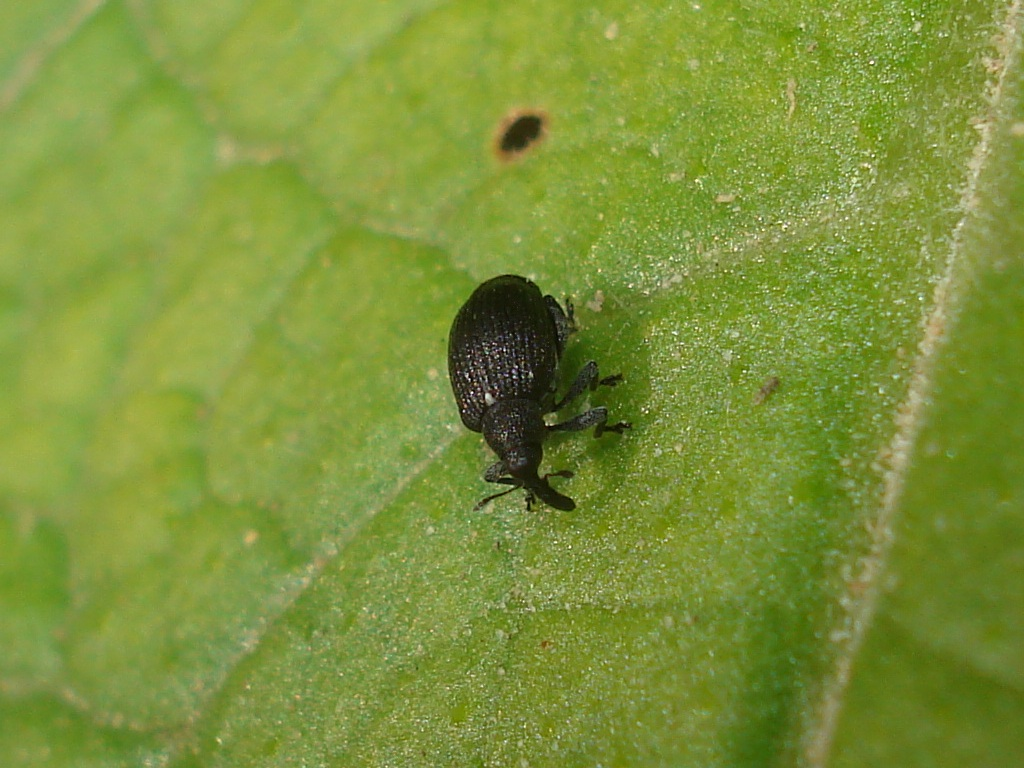